# Nederlands-Indisch voetbalelftal (mannen)
Het Nederlands-Indisch voetbalelftal was een team van voetballers dat de Nederlandse kolonie Nederlands-Indië vertegenwoordigde bij internationale wedstrijden. Na de Tweede Wereldoorlog en de dekolonisatie in 1947 hield Nederlands-Indië op te bestaan en ging het team verder als het Indonesisch voetbalelftal.

## Deelname internationale toernooien

### Oostersche Olympiade 1934
De eerste wedstrijden werden gespeeld in mei 1934 op het voetbaltoernooi van de Spelen van het Verre Oosten, dat destijds ook wel de "Oostersche Olympiade" genoemd werd. Na een ruime 7-1-overwinning op Japan volgden twee nederlagen: 2-0 tegen China en 3-2 tegen de Filipijnen.

### Voetbalkampioenschap van de Filipijnen 1935
In 1935 kwam een vertegenwoordigend bondselftal van de Nederlandsch-Indische Voetbalbond uit op het Voetbalkampioenschap van de Filipijnen. De Filipijnse voetbalbond had voor deze editie, met Malaya Command en Nederlands-Indië, twee teams van buiten de Filipijnen uitgenodigd om deel te nemen. Opvallend waren tijdens dit kampioenschap de overwinningen met monsterscores in de wedstrijden tegen de Filipijns landskampioen University of Santo Tomas (5–0 winst), tegen University of the Philippines (6–0 winst) en tegen YMCA (6–0 winst). Indië verloor tweemaal, waaronder met 3–1 tegen De la Salle College en met 2–1 tegen de latere kampioen Malaya Command. Het NIVB-bondselftal behaalde een tweede plaats en Giok Sien werd topschutter van de competitie met 14 gemaakte doelpunten. Deze officieuze wedstrijden van het Nederlands-Indisch voetbalelftal tegen clubteams gelden niet als interlands.

### Wereldkampioenschap voetbal 1938
Het land was in 1938 het eerste Aziatische team op een eindronde van een WK. Ze kwalificeerden zich na terugtrekking van in eerste instantie Japan en vervolgens Verenigde Staten. Op het eindtoernooi speelden ze slechts één wedstrijd, die ze met 6-0 verloren van Hongarije.
Na het korte wereldkampioenschap speelde Nederlands-Indië op 26 juni 1938 op de Olympische Dag tegen het Nederlands elftal, waarbij met 9-2 werd verloren. De twee Indische doelpunten werden gemaakt door Hans Taihuttu en Tjaak Pattiwael, beiden spelers bij Jong Ambon. Deze wedstrijd wordt door de KNVB niet als officiële interland gerekend.
| Wereldkampioenschap voetbal overzicht | Wereldkampioenschap voetbal overzicht | Wereldkampioenschap voetbal overzicht | Wereldkampioenschap voetbal overzicht | Wereldkampioenschap voetbal overzicht | Wereldkampioenschap voetbal overzicht | Wereldkampioenschap voetbal overzicht | Wereldkampioenschap voetbal overzicht | Wereldkampioenschap voetbal overzicht |
| Jaar                                  | Ronde                                 | Wed.                                  | W                                     | G                                     | V                                     | DV                                    | DT                                    | Kwal                                  |
| ------------------------------------- | ------------------------------------- | ------------------------------------- | ------------------------------------- | ------------------------------------- | ------------------------------------- | ------------------------------------- | ------------------------------------- | ------------------------------------- |
| 1930                                  | Niet deelgenomen                      | Niet deelgenomen                      | Niet deelgenomen                      | Niet deelgenomen                      | Niet deelgenomen                      | Niet deelgenomen                      | Niet deelgenomen                      | Niet deelgenomen                      |
| 1934                                  | Niet deelgenomen                      | Niet deelgenomen                      | Niet deelgenomen                      | Niet deelgenomen                      | Niet deelgenomen                      | Niet deelgenomen                      | Niet deelgenomen                      | Niet deelgenomen                      |
| 1938                                  | Eerste ronde                          | 1                                     | 0                                     | 0                                     | 1                                     | 0                                     | 6                                     | (Kwal.)                               |